# Ed Gossett

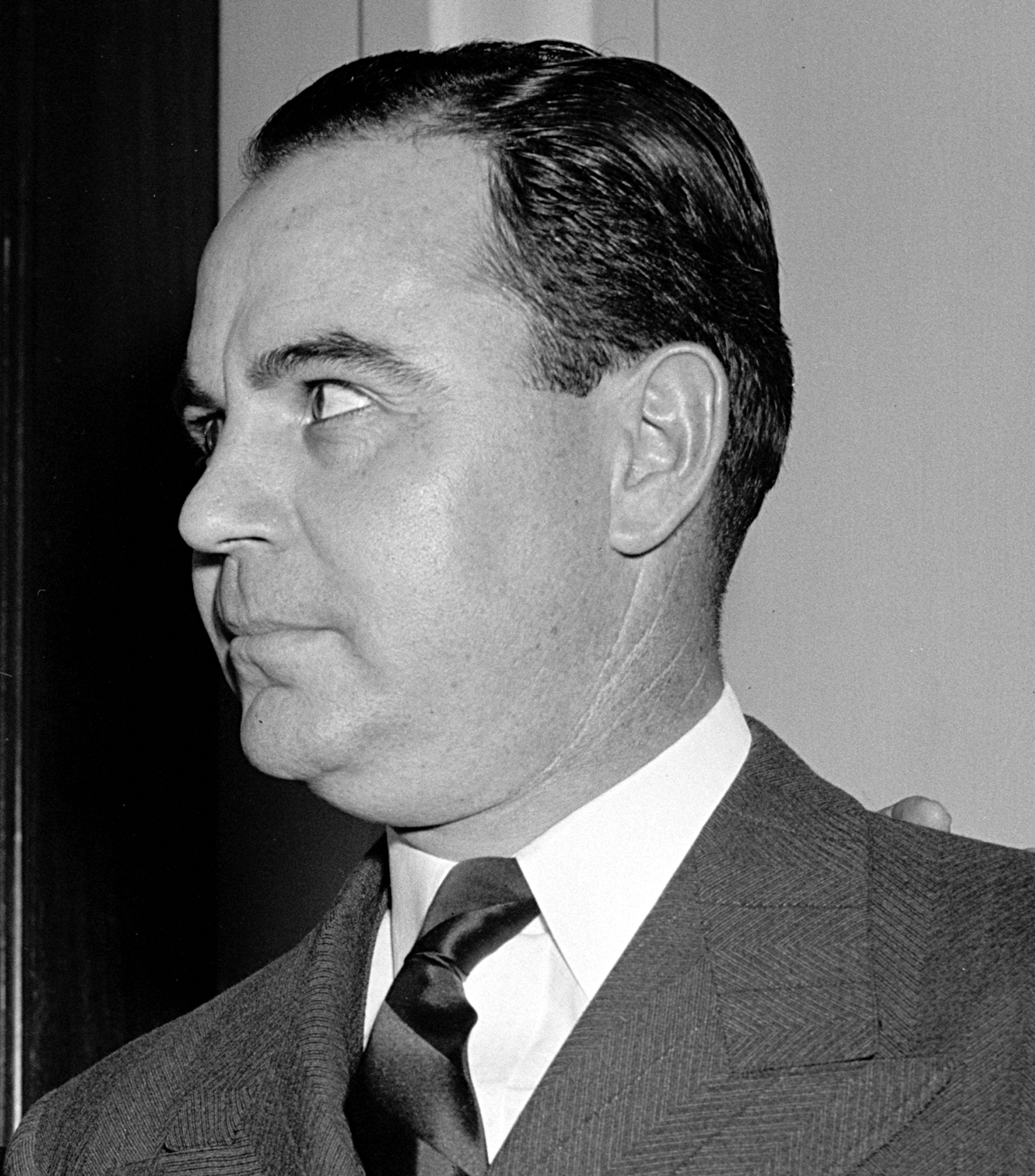
Ed Gossett (1939)

Ed Lee Gossett (* 27. Januar 1902 bei Many, Sabine Parish, Louisiana; † 6. November 1990 in Dallas, Texas) war ein US-amerikanischer Politiker. Zwischen 1939 und 1951 vertrat er den Bundesstaat Texas im US-Repräsentantenhaus.

## Werdegang
Im Jahr 1908 zog Ed Gossett mit seinen Eltern auf eine Farm nahe Henrietta im Clay County in Texas. Er besuchte die öffentlichen Schulen seiner neuen Heimat und studierte danach bis 1924 an der University of Texas in Austin. Nach einem anschließenden Jurastudium an derselben Universität und seiner 1927 erfolgten Zulassung als Rechtsanwalt begann er in Vernon in diesem Beruf zu arbeiten. Im Jahr 1937 verlegte er seinen Wohnsitz und seine Anwaltskanzlei nach Wichita Falls. Zwischen 1933 und 1937 war er Staatsanwalt im 46. Gerichtsbezirk von Texas. Gleichzeitig schlug er als Mitglied der Demokratischen Partei eine politische Laufbahn ein.
Bei den Kongresswahlen des Jahres 1938 wurde Gossett im 13. Wahlbezirk von Texas in das US-Repräsentantenhaus in Washington, D.C. gewählt, wo er am 3. Januar 1939 die Nachfolge von William D. McFarlane antrat. Nach sechs Wiederwahlen konnte er bis zu seinem Rücktritt am 31. Juli 1951 im Kongress verbleiben. Zwischen 1941 und 1947 war er Vorsitzender des zweiten Wahlausschusses. Bis 1941 wurden im Kongress noch weitere New-Deal-Gesetze der Bundesregierung unter Präsident Franklin D. Roosevelt verabschiedet. Seit 1941 war auch die Arbeit des Kongresses von den Ereignissen des Zweiten Weltkrieges und dessen Folgen geprägt. Während seiner letzten Jahre im Kongress überschattete bereits der Kalte Krieg dessen Arbeit.
Nach dem Ende seiner Zeit im US-Repräsentantenhaus praktizierte Ed Gossett wieder als Anwalt.  Außerdem war er leitender Jurist der Texas Southwestern Telephone Co. Später wurde er Richter am Kriminalgericht von Dallas. Dieses Amt bekleidete er bis zu seinem Tod am 6. November 1990.